# Synallaxe à queue marbrée
Asthenes maculicauda
Espèce
Statut de conservation UICN

 LC  : Préoccupation mineure
Le Synallaxe à queue marbrée (Asthenes maculicauda) est une espèce d'oiseaux de la famille des Furnariidae.

## Répartition
Cette espèce vit en Argentine, au Pérou et en Bolivie.